# Eporycta chionaula
Eporycta chionaula är en fjärilsart som beskrevs av Edward Meyrick 1920. Eporycta chionaula ingår i släktet Eporycta och familjen plattmalar. Inga underarter finns listade i Catalogue of Life.